# Маріан Чишовський
Маріан Чишовський (словац. Marián Čišovský, 2 листопада 1979, Гуменне — 28 червня 2020) — словацький футболіст, що грав на позиції захисника, зокрема, за клуби «Інтер» (Братислава), «Тімішоара» та «Вікторія» (Пльзень), а також національну збірну Словаччини.

## Клубна кар'єра
У дорослому футболі дебютував 1996 року виступами за команду клубу «Гуменне» з рідного міста, в якій провів три сезони, взявши участь у 52 матчах чемпіонату. 
Своєю грою за цю команду привернув увагу представників тренерського штабу братиславського «Інтера», до складу якого приєднався 1999 року. Відіграв за команду з Братислави наступні п'ять сезонів своєї ігрової кар'єри. Більшість часу, проведеного у складі братиславського «Інтера», був основним гравцем захисту команди. Двічі вигравав з командою чемпіонат Словаччини.
Згодом з 2004 по 2008 рік грав у складі команд словацьких клубів «Жиліна» та «Артмедія» (Братислава). 2008 року з останньою командою знову ставав чемпіоном країни.
2008 року уклав контракт з румунською «Тімішоарою», у складі якої провів наступні три роки своєї кар'єри гравця. 
До складу клубу «Вікторія» (Пльзень) приєднався 2011 року. Протягом наступних трьох років відіграв за пльзенську команду 64 матчі в національному чемпіонаті. 2014 року у гравця був діагностований бічний аміотрофічний склероз, і після повністю пропущеного сезону 2014/15 він оголосив про завершення професійної кар'єри.
Помер після тривалої боротьби із недугою 28 червня 2020 року на 41-му році життя.

## Виступи за збірну
2000 року був учасником тогорічних літніх Олімпійських ігор, в рамках яких двічі виходив на поле у складі олімпійської футбольної збірної Словаччини.
2002 року дебютував в офіційних матчах у складі національної збірної Словаччини. Відтоді залучався до лав головної команди країни епізодично і відіграв за неї 15 матчів.

## Титули
- Чемпіон Словаччини (3):

«Інтер» (Братислава): 1999-2000, 2000-01
«Артмедія» (Братислава): 2007-08
- Чемпіон Чехії (3):

«Вікторія» (Пльзень): 2012-13, 2014-15, 2015-16
- Володар Кубка Словаччини (3):

«Інтер» (Братислава): 1999-2000, 2000-01
«Артмедія» (Братислава): 2007-08
- Володар Суперкубка Чехії (2):

«Вікторія» (Пльзень): 2011, 2015